# Спортски центар Бор
Спортски центар Бор је вишефункционални комплекс намењен спортским и забавним садржајима у којима се организују спортске активности, привредне, културне и забавне манифестације. Спортски центар Бор се налази на самом улазу у Бор из правца Зајечара и Параћина, основан је 3. октобра 1987.године (на Дан ослобођења Бора под називом „Младост“. Оснивач је општина Бор, а од 2021. године мења назив у Спортски центар „Бобана Момчиловић Величковић“ по српској репрезентативки у стрељаштву (1990 – 2020).

## Објекти
У Спортском центру се одржавају концерти, сајмови, уметничке манифестације, спортске утакмице, турнири и сл. Делатност центра чине три сегмента: најам спортских објеката, спортско подучавање и подизање нивоа физичке културе.
Спортски центар располаже покривеним објектима површине 12000м² за вишеструке намене и теренима на отвореном укупне површине 27000м². Поседује и спортску балон халу димезије 35 х 33 метара, висине 11 метара у којој су смештена два тениска терена. Терени на отвореном садрже терене малих спортова: рукомет, одбојка, кошарка и мали фудбал. Тениски терени су осветљени са 12 стубних рефлектора, са трибинама 2 х 1000 места, оивичени су са двостраним зидом.
Велика дворана је поврпине 3600м² и капацитета 3000 гледалаца на трибинама и око 4000 гледалаца са партером. Намењена је за спорт и рекреацију, као и за организовање разних спортских и културно-забавних манифестација.
Мала дворана је намењена тренинзима и мањим такмичењима, капацитета је до 200 гледалаца.
У склопу центра се налазе још: пресс центар, спорт кафе, трим кабинет и теретана која је опремљена справама за професионални бодибилдинг. 
Центар располаже и са наменским холовима. Доњи хол је намењен бизнису, угоститељству, организацији сајмова и сл., као и рекреацији грађанства и турнирима у стони тенису. Горњи хол има површину од 1200м², где се налазе пословне просторије и простор за тренажне процесе. 
Спортски центар има два базена на отвореном (велики олимпијски и мали). Велики базен је површине 50 х 21 метар а мали 17 х 10 метара. Трибине су капацитета 1500 места.
Затворени базен се налази у згради центра и површине је 50 х 21 метар, у чијем склопу је бифе ресторан и сауна. Капацитет трибина је 700 места.
У затвореном делу центра налазе се још куглана површине 100м² и ваздушна стрељана која поседује 10 стрељачких места, једну електронску мету и један СЦАТ тренажни систем. Дужина ватрене линије је 15 метара, где се одржавају државна такмичења. Куглана је четворостазна, површине 100м² и капацитета 50 гледалаца.

## Спољни објекти
У склопу Спортског центра „Бобана Момчиловић Величковић“ се налазе још картинг стаза, скејт парк и језерце. 
Картинг стаза има 4 картинг возила која могу да развију брзину и до 50 км/час, а на отвореном и до 80 - 90 км/час. Возила су прилагођена и за ниже узрасте. Стаза је осветљена, те се могу организовати и вечерње вожње.
Скејт парк је површине 2500м²  добио је име по филму „Тилва Рош“ (црвено брдо), борског режисера Николе Лежајића и настао је на иницијативу и као последица активности борских скејтера из клуба „Колос“.
Језерце са гејзиром је мало вештачко језеро намењено одмору и опуштању. Језерце највише посећују мајке са децом, пензионери и омладина. Оно поседује клупе, сунцобране  и парк за децу.